# William Edwards Deming

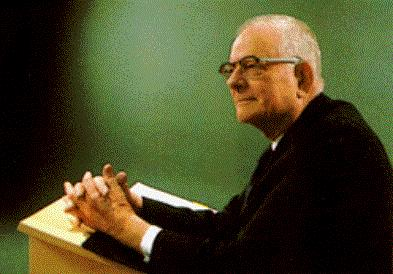
William Edwards Deming

William Edwards Deming (Sioux City (Iowa), 14 oktober 1900 - Washington D.C., 20 december 1993) was een Amerikaanse statisticus. Hij is vooral bekend om zijn werk in Japan. Daar doceerde hij het management de principes van statistische procescontrole (SPC). Deming wordt beschouwd als de meest invloedrijke persoon van niet-Japanse afkomst op het gebied van Japanse productie en industrie.

## Jonge jaren en vroege werkzaamheden
Deming werd opgevoed in Polk City, Iowa op de boerderij van zijn grootvader. Later woonde hij in Powell, Wyoming. In 1917 begon hij aan de Universiteit van Wyoming te Laramie. Hij behaalde in 1921 een Bachelor of Science in elektrotechnische engineering. In 1925 behaalde hij een mastersdiploma aan de Universiteit van Colorado. In 1928 behaalde hij ten slotte een doctoraat aan de Yale-universiteit.
Hij studeerde enkele jaren met Walter A. Shewhart van  Bell Telephone Laboratories. Shewharts theorieën over statistische controle vormden de basis voor Demings werk.
Deming ontwikkelde de bemonsteringstechnieken die voor het eerst werden gebruikt tijdens de Amerikaanse census van 1940. Hij doceerde SPC-technieken aan arbeiders die in de oorlogsproductie werkten. Deze technieken werden massaal toegepast tijden de Tweede Wereldoorlog, maar vervaagden geleidelijk een paar jaar later.

## Werkzaamheden in Japan
Na de Tweede Wereldoorlog was Deming betrokken bij de vroege planning voor de Japanse census van 1951. Zijn expertise, gecombineerd met zijn betrokkenheid bij de Japanse samenleving leidde ertoe, dat hij een uitnodiging ontving van de Japanse Unie voor Wetenschappers en Ingenieurs (JUSE).
De leden van JUSE hadden de technieken van Shewhart bestudeerd en in het kader van de Japanse heropbouwpogingen zochten ze een expert om statistische controle te onderwijzen. In 1950 gaf Deming voor het eerst een tiental lezingen over statistische kwaliteitscontrole (SQC). In tegenstelling tot zijn  vorige lezingen richtte hij zich ditmaal tot de Japanse chief executives: verbetering van kwaliteit zal leiden tot een vermindering van uitgaven en tot een vermeerdering van productiviteit en marktaandeel.
Meerdere Japanse producenten pasten zijn technieken toe en ervoeren een nieuwe internationale vraag naar Japanse producten.
In 1960 ontving Deming als eerste Amerikaan de ster van een Grootofficier in de Orde van de Heilige Schatten van de toenmalige premier Nobusuke Kishi. Dit omdat het Japanse volk de heropbloei en het succes van zijn industrie te danken had aan Demings werk.